# Paraulopus atripes
Paraulopus atripes is een straalvinnige vissensoort uit de familie van paraulopiden (Paraulopidae). De wetenschappelijke naam van de soort is voor het eerst geldig gepubliceerd in 2003 door Sato & Nakabo.